# Velserbroek

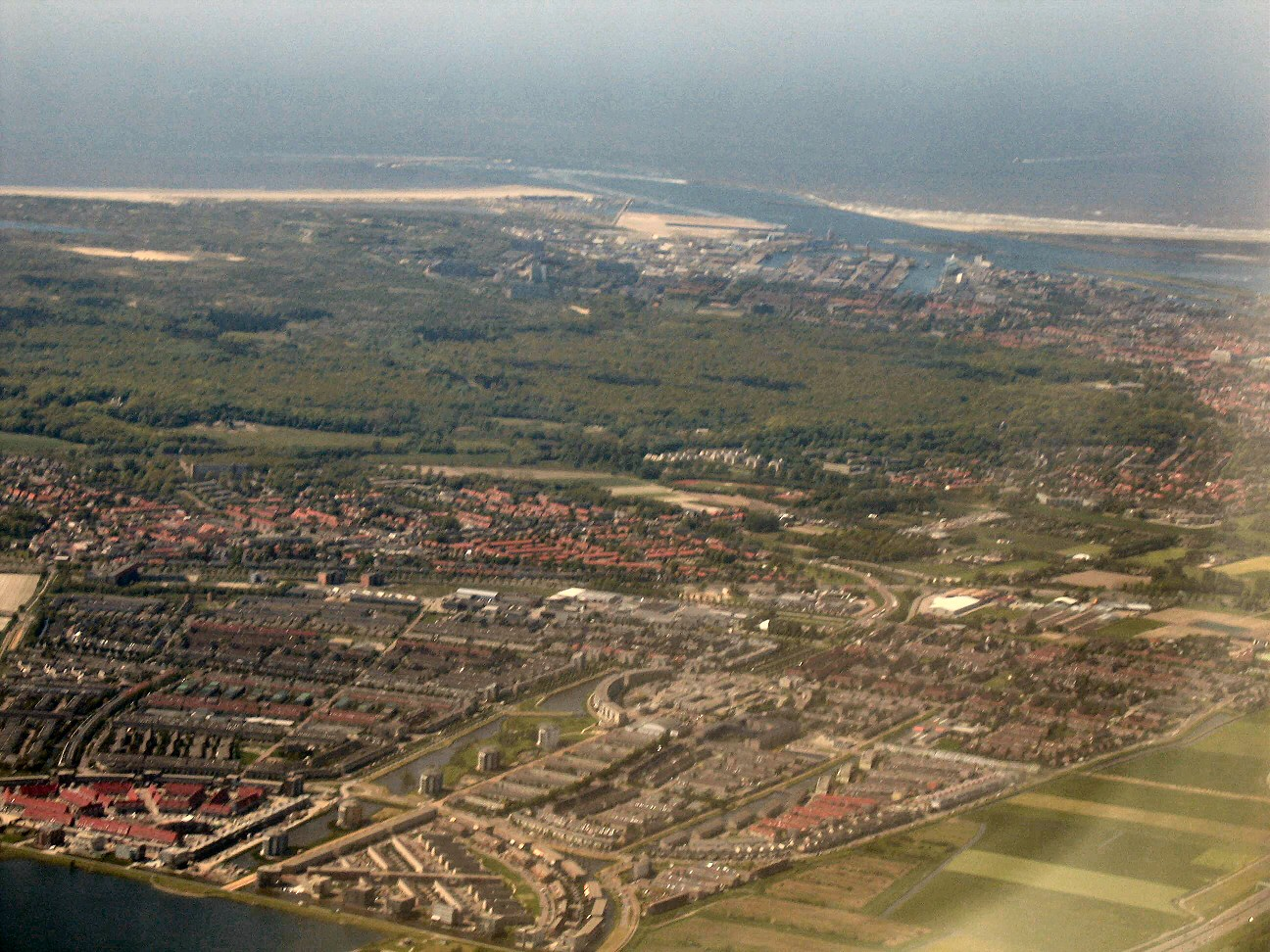
Velserbroek met op de achtergrond Santpoort-Noord, Nationaal Park Zuid-Kennemerland, en IJmuiden

Velserbroek is een dorp in de gemeente Velsen (provincie Noord-Holland) dat sinds de jaren tachtig bestaat als uitbreidingsgebied voor Haarlem en omgeving. Met ruim 15.085 inwoners is Velserbroek inmiddels de op een na grootste kern in de gemeente Velsen.
De naam Velserbroek is ontleend aan de Velserbroekpolder. Vandaar ook dat men in de plaats zelf nog vaak 'de Velserbroek' hoort. De component 'broek' staat voor '(veen)moeras'.
Velserbroek is archeologisch beroemd onder meer vanwege twee opgegraven grafheuvels uit de Bronstijd en IJzertijd alsook vanwege de zeldzame vondst van een offercultusplaats uit de IJzertijd.

## Windhoos
Op 21 januari 2007 omstreeks zes uur in de morgen werd Velserbroek getroffen door een windhoos. Niemand raakte gewond. Door de hevige wind vlogen dakpannen van de huizen en werden ruiten en auto's vernield. Meer dan honderd huizen werden beschadigd.

## Bekende inwoners
Bekende inwoners van Velserbroek zijn de ex-voetbalinternationals Ruud Geels, Henny Meijer, Heinz Stuy en Barry van Galen, de schaatser Fausto Marreiros, voetbalcommentator Frank Snoeks, sportjournalist Willem Vissers en olympisch judoka Linda Bolder.

## Geboren
- Linda Bolder (3 juli 1988), Nederlands-Israëlische judoka.

## Trivia
- De Nederlandse singer-songwriter Yorick van Norden groeide op in Velserbroek.